# Kostreša
Kostreša (cyr. Костреша) – wieś w Bośni i Hercegowinie, w Republice Serbskiej, w mieście Sarajewo Wschodnie, w gminie Pale. W 2013 roku liczyła 8 mieszkańców.